# Peligro (canción de Reik)
«Peligro» es una canción del grupo de pop mexicano Reik, lanzado para su cuarto álbum de estudio Peligro (2011) y es el sencillo principal del disco. Fue a principios del mes de abril del 2011 por la discográfica Sony Music Latin. La canción logró posicionarse en el número #1 en la plataforma iTunes en México y el #2 en Latinoamérica.

## Lista de canciones

### Descarga digital[4]
| Peligro — Single |           |          |  |
| N.º              | Título    | Duración |  |
| 1.               | «Peligro» | 3:40     |  |

## Vídeo musical
Fue publicado en el canal de YouTube de la banda hasta el 5 de mayo del 2011 y se muestra a la agrupación cantando frente a miles de fanáticos en un montaje de concierto al aire libre en lo alto de un edificio de la ciudad y varias escenas de besos entre los asistentes.

## Posicionamiento en listas
| Listas (2012)                      | Mejor posición |
| ---------------------------------- | -------------- |
| Estados Unidos (Hot Latin Songs)   | 21             |
| Estados Unidos (Latin AirPlay)     | 21             |
| Estados Unidos (Latin Pop AirPlay) | 8              |
| México (Mexico Airplay)            | 5              |
| México (México Español AirPlay)    | 1              |

## Historial de lanzamiento
| Región | Fecha              | Formato                     | Discográfica     | Ref.   |
| ------ | ------------------ | --------------------------- | ---------------- | ------ |
| México | 5 de abril de 2011 | Descarga digital, Streaming | Sony Music Latin | [ 13 ] |